# Flugplatz Teuge

i8
i11
i13
Der Flugplatz Teuge (niederländisch Vliegveld Deventer/Teuge, ICAO-Code: EHTE) ist ein Landeplatz für Flugzeuge, der sich drei Kilometer nordöstlich der Großstadt Apeldoorn in der Gemeinde Voorst befindet.
Der 1935 eröffnete Landeplatz ist für Flugzeuge mit einem Höchstabfluggewicht von 12.000 Kilogramm ausgerichtet.
Der Flugplatz dient der Allgemeinen Luftfahrt und kann per Sichtflug oder Instrumentenflug (RNP Rwy 26) angeflogen werden. Neben dem regulären Flugbetrieb findet auch Segelflug mit Windenstarts auf dem 700 Meter langen Segelflugstreifen parallel zur Landebahn sowie Fallschirmsprung statt.
Er gehört der ICAO-Brandschutzkategorie CAT 2 (CAT 3 und CAT 4 PPR) an, verfügt über eine Tankstelle für Kerosin und AvGas sowie der Möglichkeit zur Zollabfertigung.
Hier befindet sich auch das Stichting Koude Oorlog Museum.